# 난쟁이 가스행성
난쟁이 가스행성(gas dwarf, 가스 드워프)은 암석 핵을 수소, 헬륨 및 기타 휘발성 물질이 두껍게 둘러싸고 있는 가스행성이다. 반지름은 지구의 1.7 ~ 3.9배 사이이다.(1.7–3.9 R⊕). 이 단어는 항성 가까이를 돌고 있는 외계 행성들을 중원소함량에 기준하여 3단 분류한 체계에서 처음 쓴 용어이다. 참고로 지구질량 3.9배 위로는 얼음 가스행성이나 거대 가스행성으로, 지구질량 1.7배 아래로는 지구와 같은 암석 행성으로 분류한다. 태양계에는 난쟁이 가스행성이 없지만 외계 행성계에는 흔히 존재한다.
질량이 작거나 항성에 가까운 외계행성은 그렇지 않은 천체에 비해 유체역학적 탈출 과정이 빠르게 일어난다.
난쟁이 가스행성으로 추측되는 천체 중 제일 작은 것으로는 케플러-138d가 있다. 이 행성의 질량은 지구와 비슷하나 반지름은 60% 더 크다. 따라서 행성의 밀도가 낮아 조성물질 대부분이 가벼운 기체일 것이라고 추측 가능하다.
가스행성의 질량이 작더라도 온도에 따라 보통의 가스행성과 덩치가 비슷하게 보일 수 있다.